# Ayla Algan
Ayla Algan (nombre de nacimiento Ayla Kasman, 29 de octubre de 1937 - 4 de enero de 2024), fue una cantante y actriz turca.

## Biografía
Estudió en el Liceo Notre Dame de Sion Estambul. Tomó clases de piano, ballet y canto.
Fue actriz de cine y teatro y actuó en el idioma francés, trabajando en el Centro de Lengua y Cultura de Turquía como instructora y también como actriz de teatro.
Fue profesora en la Academia de Arte Dramático de Estambul. Obtuvo varios premios a lo largo de toda su carrera artística.
Nacida con el nombre de Ayla Kasman, hija de Nevzat y Vedat Kasman. Contrajo matrimonio con Beklan Algan hasta su fallecimiento en 2010, fue madre de Sevi Algan.
Falleció el 4 de enero de 2024 a los 86 años, de una hemorragia cerebral en el hospital Taksim Acıbadem en Estambul.

## Filmografía
- 2001, O da Beni Seviyor
- 1999, El último harén, de Ferzan Ozpetek
- 1970, Son Söz Benim